# Монітори типу «John Ericsson»

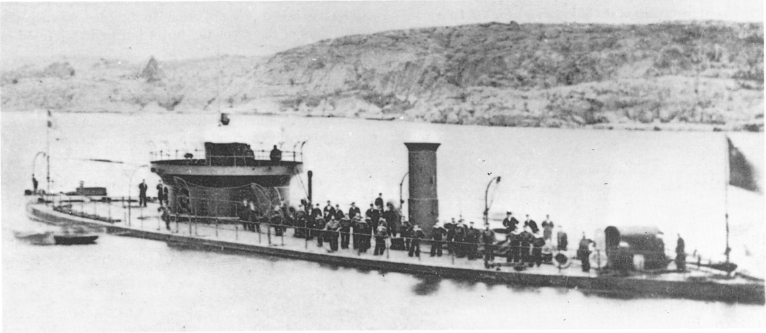
Перший корабель типу "John Ericsson" у тому вигляді, в якому був побудований, 1867

Монітори типу «Джон Еріксон» були групою з п'яти моніторів із залізним корпусом; чотири були побудовані для Королівського шведського військово-морського флоту і один для Королівського Норвезького флоту з середини і до кінця 1860-х років.  Вони були розроблені під керівництвом американо-шведського винахідника Джона Ерікссона і побудовані в Швеції.  Як правило, монітори перебували у резерві протягом більшої частини року і вводилися в експлуатацію лише протягом кількох місяців.  Кораблі здійснили один іноземний візит до Росії (їх візити до Норвегії не вважалися іноземними, оскільки ця країна перебувала в персональній унії зі Швецією) у 1867 році, і залишилася в шведській або норвезькій водах до завершення своєї служби.  Два з моніторів, "Thordon" і норвезький «Мйолнир», зазнали аварій, але були врятовані і відремонтовані. Три шведських монітори було модернізовано між 1892 і 1905 роками та оснащено більш сучасними гарматами, але один був виведений зі складу флоту, оскільки  вважалося економічно недоцільним витрачати гроші на модернізацію старого корабля. Уцілілі кораблі були мобілізовані під час Першої світової війни і потім продані на метало-брухт.

## Конструкція і опис

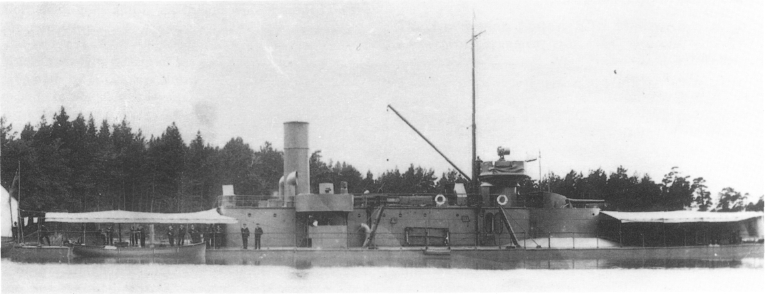
Цей же корабель після модернізації, 1895

Панцерники типу «Джон Еріксон» були створені, щоб задовольнити потребу шведських і норвезьких військово - морських сил у невеликих броненосних кораблях з малою осадкою, здатних захистити їх прибережні води.  Протистояння між «Монітором» і набагато більшим броненосцем CSS Virginia під час битви на рейді Гемтон-роудс на початку 1862 р. викликало великий інтерес Швеції до цього нового типу військового корабля, як здавалося ідеальним для завдань берегової оборони.  Парламентський комітет, створений раніше для дослідження стану шведського флоту, на той час вже прийшов до висновку, що наявні кораблі застаріли, а нові конструкції мають використовувати парові машини та мати корпуси з заліза.  Джон Ерікссон, дизайнер і будівельник «Монітора», народився в Швеції, хоча в 1848 році він став американським громадянином. Він запропонував поділитися кресленням своєї конструкції зі шведами.  У відповідь шведський уряд відправив лейтенанта Джона Крістіана д'Айлі до Сполучених Штатів для вивчення конструкції та процесу будівництва моніторів під керівництвом Ерікссона.  Д'Айлі прибув у липні 1862 та відвідав американські верфі, спостерігаючи за будівництвом броненосців.  Він повернувся до Швеції в 1863 році, завершивши креслення корабля типу «Монітор» під наглядом Ерікссона.
Кораблі були розділені на дев'ять основних відділень вісьмома водонепроникними перебірками. Після певного часу експлатації конструкцію доповнили ходовим містком а, потім встановили повноцінну надбудову на кожен корабель, яка розташовувалася між баштою і димовою трубою. Спочатку команда налічувала 80  офіцерів і матросів, але потім ця цифра зросла до 104 осіб. Причиною стало оснащення кораблів додатковим озброєнням.